# Eiko Koike
Eiko Koike (jap. 小池 栄子 Koike Eiko; ur. 20 listopada 1980 w Setagayi, Tokio) – japońska aktorka i modelka.

## Filmografia

### Seriale
- Wada-ke no otoko-tachi jako Rie Wada (2021)[1]
- Older Sister's Beloved jako Hinako Ichihara (2020)[1]
- Bishoku Tantei Akechi Goro jako Maria 'Mary' Magdalena (2020)[1]
- My Story Is Long jako Ayako Akiba (2019)[1]
- If Talking Paid jako Ayako Akiba (2019)[1]
- I Shared My Husband jako Harumi Morishita (2019)[1]
- Rigaru Hato: Inochi No Saiken Bengoshi jako Akane Nagai (2019)[1]
- Zero: The Bravest Money Game jako Mineko Goto (2018)[1]
- Headhunter jako Kyoko Akagi (2018)[2]
- Koisuru Hong Kong (TBS, MBS 2017)
- Haha ni Naru (NTV 2017)
- Terra Formars ~ Aratanaru Kibou (dTV 2016)
- Sekaiichi Muzukashii Koi (NTV 2016)
- Kuroi Jukai (TV Asahi 2016)
- 5-nin no Junko, (Wowow 2015)

S* hin Naniwa Kinyudo (Fuji TV 2015)
- Hana Saku Ashita (NHK BS Premium 2014)
- Massan (NHK 2014)
- 30ppun dake no Ai (NTV 2014)
- Kuroi Fukuin (TV Asahi 2014)
- Last Hope (Fuji TV 2013)
- Legal High 2 (Fuji TV 2013)
- Starman ~ Kono Hoshi no Koi (Fuji TV 2013) jako Suda Misao
- Summer Rescue (TBS 2012)
- Ashita o akiramenai… gareki no naka no shinbun-sha (TV Tokyo, BS Japan 2012)
- Legal High (Fuji TV 2012)
- Shokuzai (Wowow 2012)
- Majutsu wa Sasayaku (Fuji TV 2011)
- Yuusha Yoshihiko to Maou no Shiro (TV Tokyo 2011)
- GM Odore Doctor (TBS 2010)
- Shukumei 1969-2010 (TV Asahi 2010)
- Smile (TBS 2009)
- Kiina (NTV 2009)
- Utahime (TBS 2007)
- Deru Toko Demasho! (Fuji TV 2007)
- Yama Onna Kabe Onna (Fuji TV 2007)
- Kiraware Matsuko no Issho (TBS 2006)
- Oishii Proposal (TBS 2006)
- Ooku~War of the Belles SP (Fuji TV 2005)
- Ooku~Hana no Ran~ (Fuji TV 2005)
- Kosetsu Hyaku Monogatari (Wowow 2005)
- Rikon Bengoshi 2 (Fuji TV 2005) odc.3
- Yoshitsune (NHK 2005)
- Honto ni Atta Kowai Hanashi 2 Shinrei Spot (Fuji TV 2005) odc.16
- Dollhouse (TBS 2004)
- Anata no Jinsei Ohakobishimasu (TBS 2003)
- Kokoro (NHK 2003)
- Lion Sensei (YTV 2003)
- Night Hospital (NTV 2002)
- Satorare (TV Asahi 2002)
- Hanamura Daisuke SP (Fuji TV 2001)
- Ichigen no Koto (NHK 2000)
- Naomi (Fuji TV 1999)

### Filmy
- Chotto omoidashita dake jako Taxi no joukuaku (2021)[1]
- Hell's Garden jako Reina Onimaru (2021)[1]
- Inochi no teishajô jako Chieko Terada (2021)[1]
- Eiga Entotsumachi no Puperu (2020)[1]
- Farewell: Comedy of Life Begins with a Lie (2020)
- Kioku ni gozaimasen! (2019)
- Sunny: Tsuyoi Kimochi Tsuyoi Ai (2018)
- Recall (Soratobu Taiya) (2018)
- Perfect Revolution (2017)
- To Each His Own (Chotto Ima Kara Shigoto Yamete Kuru) (2017)
- Blue Hearts ga kikoeru (2017)
- Karera ga Honki de Amu Toki wa (2017)
- Terra Formars (2016)
- Jinsei no Yakusoku (2016)
- April Fools (Eipuriru Furuzu) (2015)
- Fushigina Misaki no Monogatari (2014)
- Sougen no Isu (2013)
- Yurusarezaru Mono (2013)
- Gumo Ebian! (2012)
- Kita no Kanariatachi (2012)
- Shokuzai (2012)
- Penguin Fufu no Tsukurikata (2012)
- Liar Game: Reborn (2012)
- Railways 2 (2011)
- Rebirth (Youkame no Semi) (2011)
- Ranbou to Taiki (2010)
- Permanent Nobara (2010)
- Hito no Sabaku (2010)
- The Fallen Angel (Ningen Shikkaku) (2010)
- Watashi dasuwa (2009)
- 20th Century Boy: The Chapter Three (2009)
- 20th Century Boys 2 (2009)
- Paco and the Magical Picture Book (2008)
- Ano sora wo oboeteru (2008)
- The Kiss (Seppun) (2008)
- Wool 100% (2006)
- Otoko wa sore wo gaman dekinai (2006)
- Mayonaka no Yaji-san Kita-san (2005)
- Kamikaze Girls (2004)
- Inu Neko (2004)
- Renai Shasin (2003)
- Nasu: Andalusia no natsu (2003) (głos)
- 2LDK (2002)
- Bom! (2002)
- Moho Han (2002)
- Samurai Girl 21 (2002)
- Man-hole (2001)